# Fedot Choubine
Pour les articles homonymes, voir Choubine.
Fedot Ivanovitch Choubine (en russe : Федот Иванович Шубин), né Choubnoï le 17 mai 1740 (28 mai dans le calendrier grégorien) dans le village de Tchoukovskaïa (aujourd'hui dans le raïon de Kholmogory) et mort le 12 mai 1805 (24 mai dans le calendrier grégorien) à Saint-Pétersbourg, est un sculpteur russe majeur de la fin du XVIIIe siècle et du tournant du XIXe siècle.

## Biographie
Choubine naît dans une famille de paysans libres et pêcheurs pomors d'un village du nord de la Russie, près de Kholmogory (aujourd'hui dans le raïon de Kholmogory), alors dans le gouvernement d'Arkhangelogorod. Son père apprenait aux enfants du village à lire et à écrire. Inspiré par l'exemple de Lomonossov, qui habitait la région et qui avait été l'élève de son père, il part aussi pour Saint-Pétersbourg, à l'âge de dix-huit ans, après la mort de son père. Le jeune homme vend du poisson et sculpte des petits objets. Lomonossov remarque son talent d'artisan-sculpteur de défenses de morse, spécialité de sa province d'origine, et le fait entrer à la toute nouvelle académie impériale des beaux-arts. Son maître, le Français Nicolas-François Gillet, est tellement impressionné par ses dons qu'il lui fait attribuer une attestation avec épée et une médaille d'or à la fin de ses études, ce qui lui donne la possibilité d'obtenir une bourse pour faire son Grand Tour.
Il part donc avec un groupe de pensionnaires en mai 1767 pour Paris et devient le protégé du prince Dimitri Galitzine qui était ambassadeur à Paris et qui, sur les conseils de Diderot dont il était l'ami, le fait entrer à l'atelier de Jean-Baptiste Pigalle où il reste trois ans et, le soir, fréquente l'académie royale de Paris, où il se familiarise avec l'antique. Il parcourt aussi les galeries, comme il l'écrit à Saint-Pétersbourg. Il se rend ensuite à Rome, où il sculpte en 1771 le portrait du comte Ivan Chouvalov et de son neveu, le prince Fiodor Galitzine (1751-1827). Il sculpte aussi un buste de l'impératrice Catherine II. Les favoris de l'impératrice, les comtes Alexis et Fiodor Orlov, lui commandent aussi les leurs. Quelque temps plus tard, il se rend avec Demidov à Bologne, où il reçoit un diplôme de l'académie pour ses travaux. Il devient à son retour en Russie en 1773, l'un des sculpteurs les plus prestigieux de son époque. Ses premières commandes sont dues au prince Alexandre Galitzine (1723-1807), vice-chancelier, dont le buste de 1775 est remarqué par Falconet.
Choubine est apprécié aussi pour la rapidité de son travail, à peine un mois pour un buste, comme ceux de la comtesse Panine, ou du maréchal Roumiantsev (1777) qui rendent tout le caractère de leur modèle. 
Dans les vingt ans qui suivent il travaille au chantier du palais de Marbre et à l'ornementation de la cathédrale de la Trinité du monastère Saint-Alexandre-Nevski. Il crée cinquante-huit médaillons représentant les souverains russes depuis Rurik, commande de la Grande Catherine, destinés à orner le salon rond de son palais de Tchesmé et aujourd'hui au palais des Armures. Choubine est admis en tant qu'académicien à l'académie impériale. Il réalise les portraits sculptés de la haute société de son époque, et aussi le mausolée du prince Piotr Mikhaïlovitch Galitzine (1738-1775). Cependant les intrigues de ses rivaux retardent sa carrière jusqu'en 1794, et il n'obtient son titre de professeur qu'en 1801. On remarque son bas-relief d'Antonio Rinaldi au palais de Gatchina (1782) et sa statue de marbre de la Grande Catherine (1789-1790), sous les traits de Minerve. Il travaille encore beaucoup à cette époque, mais la mode change: l'une de ses dernières œuvres, représentant un buste d'Alexandre Ier (1801), qui se trouve aujourd'hui au musée de Voronej, donne une certaine impression de froideur[Lequel ?]. Le sculpteur, qui voyait de moins en moins bien, et dont l'atelier brûle en 1801, meurt de façon presque inaperçue.

## Galerie

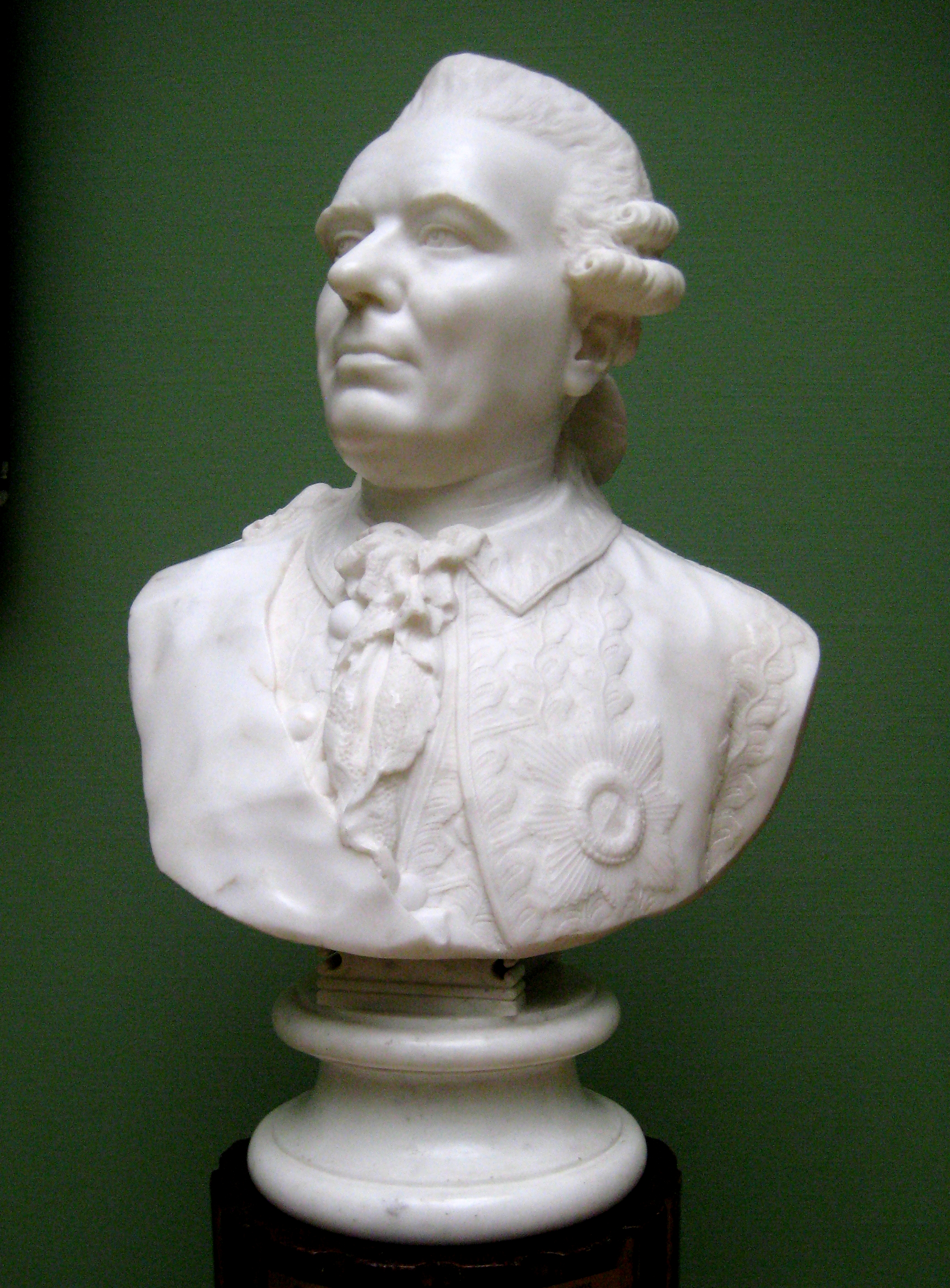
Buste du général Zakhar Tchernychev
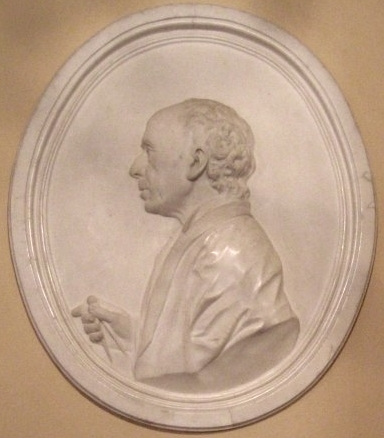
Bas-relief de Rinaldi au palais de Gatchina (1782)
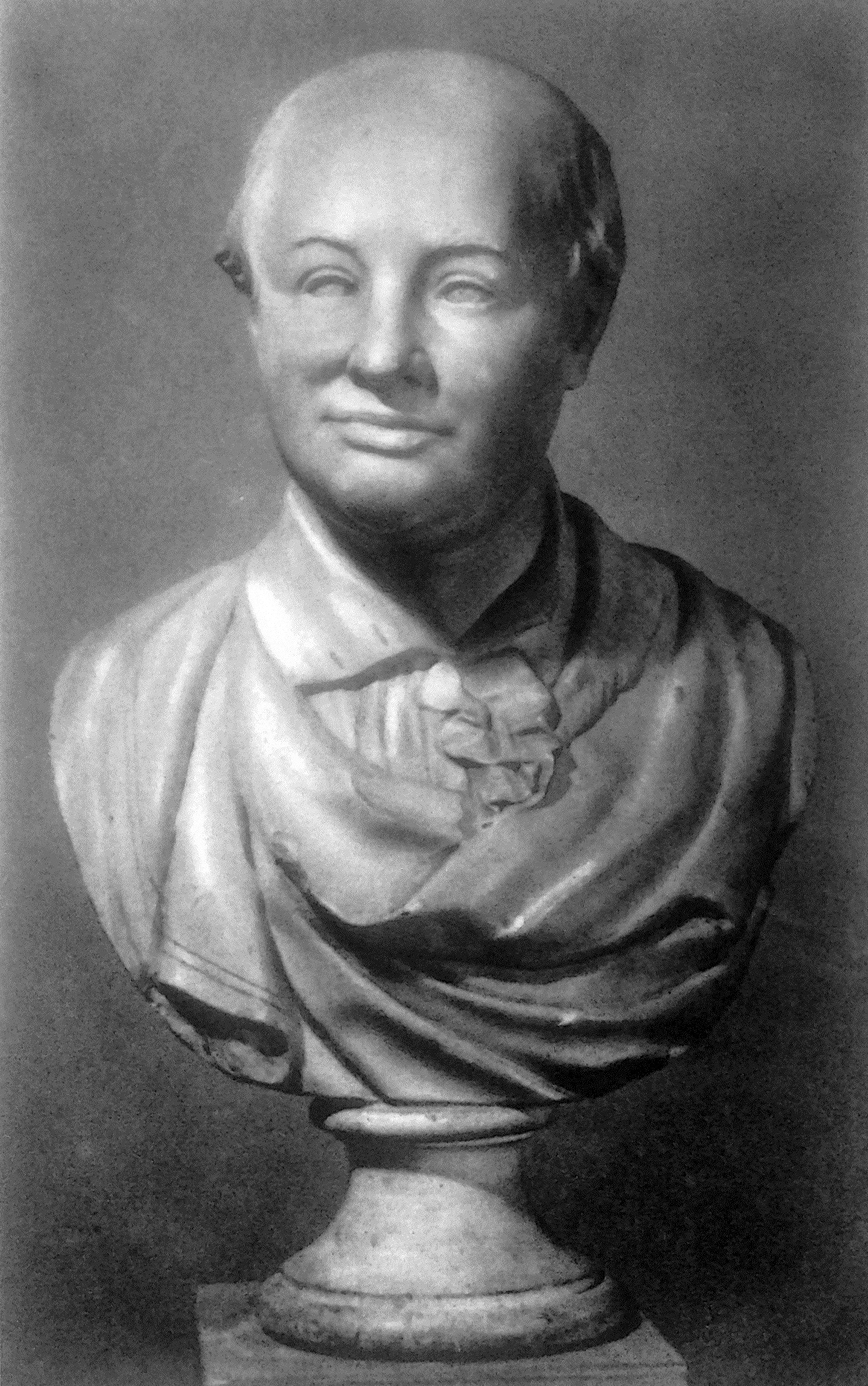
Buste de Lomonossov (1792)